# El Sotero
El Sotero (O Sotero en aragonés) es una masía dentro de La Fueva, Sobrarbe, Aragón, España. Actualmente está despoblada.
Se encuentra en las faldas de la cara norte del cerro de Charo, en la cuenca del río de Lanata. Está a menos de 2 km de la aldea de El Pocino, y como en el caso de ella su nombre hace referencia clara a su ubicación en la sombría del monte.
Junto con El Pocino, Charo, Alueza y Aluján formó parte del municipio de Charo, hasta que se fusionó con Muro de Roda. En la actualidad, todos los núcleos de Muro de Roda forman parte del municipio de La Fueva, después que fuesen absorbidos en los años 1960.